# Gymnostomum rufescens
Gymnostomum rufescens là một loài rêu trong họ Pottiaceae. Loài này được Schultz mô tả khoa học đầu tiên năm 1806.